# Cathédrale de Sessa Aurunca
La cathédrale de Sessa Aurunca ou cathédrale des Saints-Pierre-et-Paul (en italien : cattedrale dei Santi Pietro e Paolo) est une église catholique romaine de Sessa Aurunca, en Italie. Il s'agit de la cathédrale du diocèse de Sessa Aurunca.

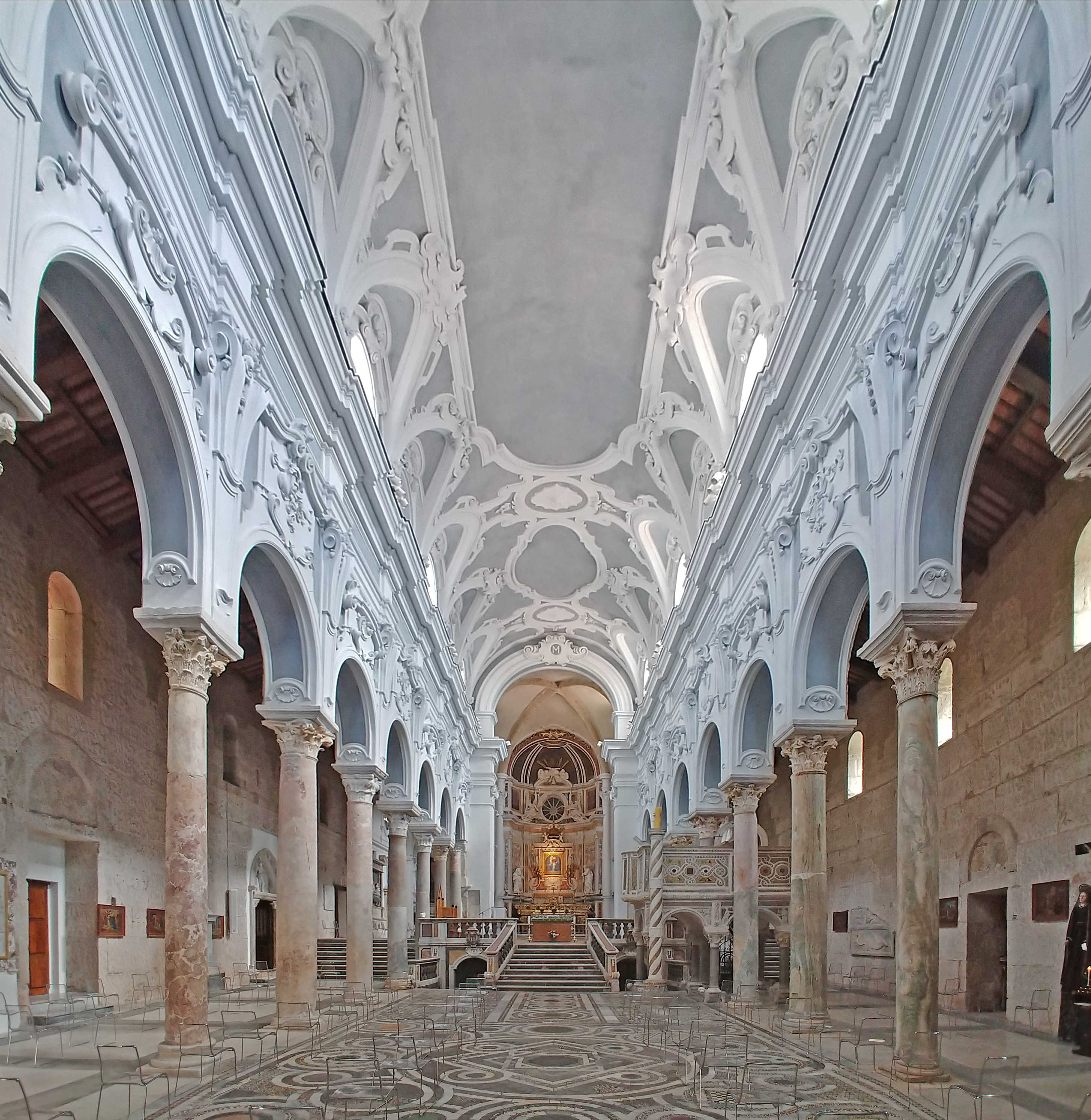
La nef.
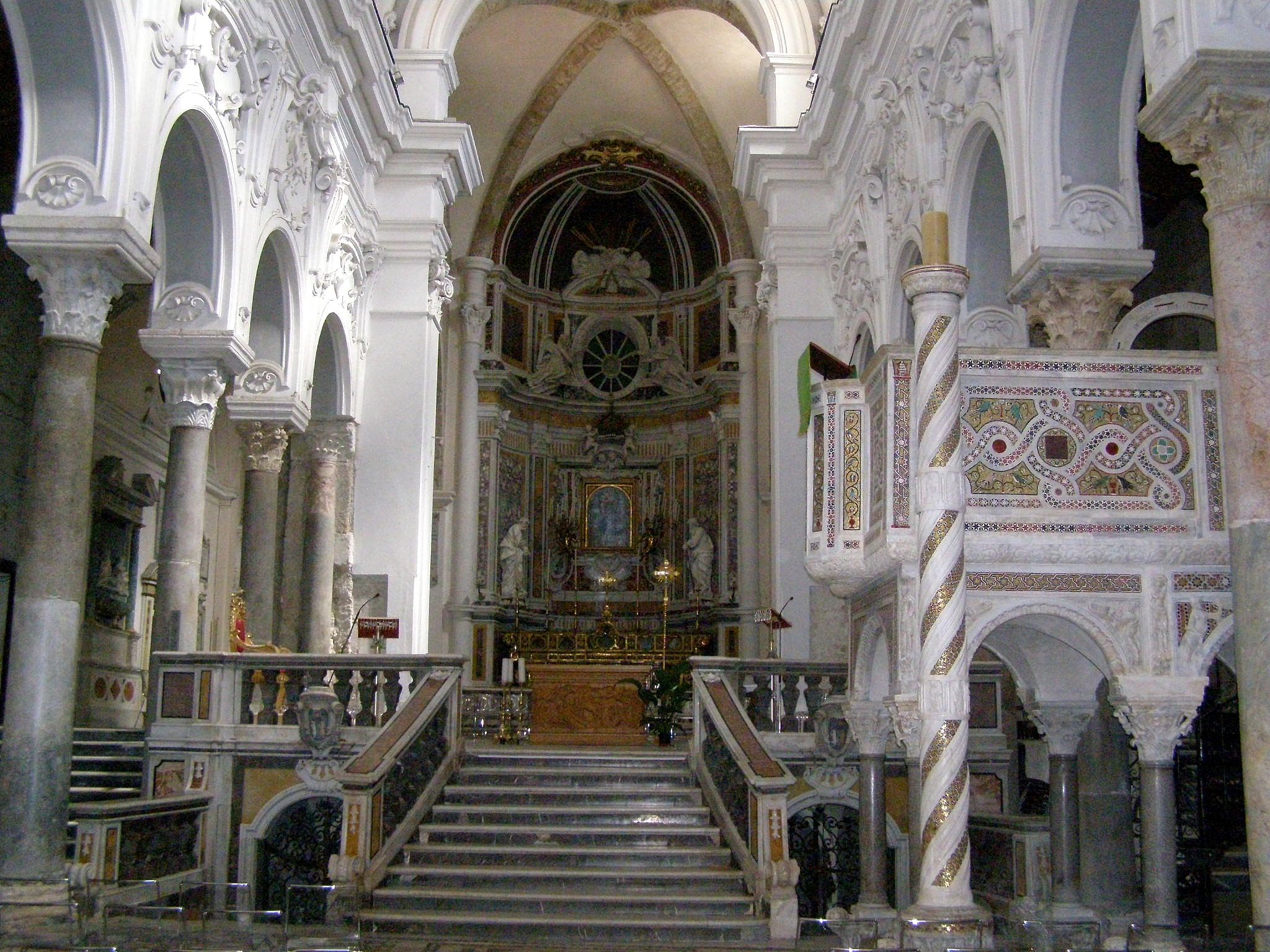
Le chœur.
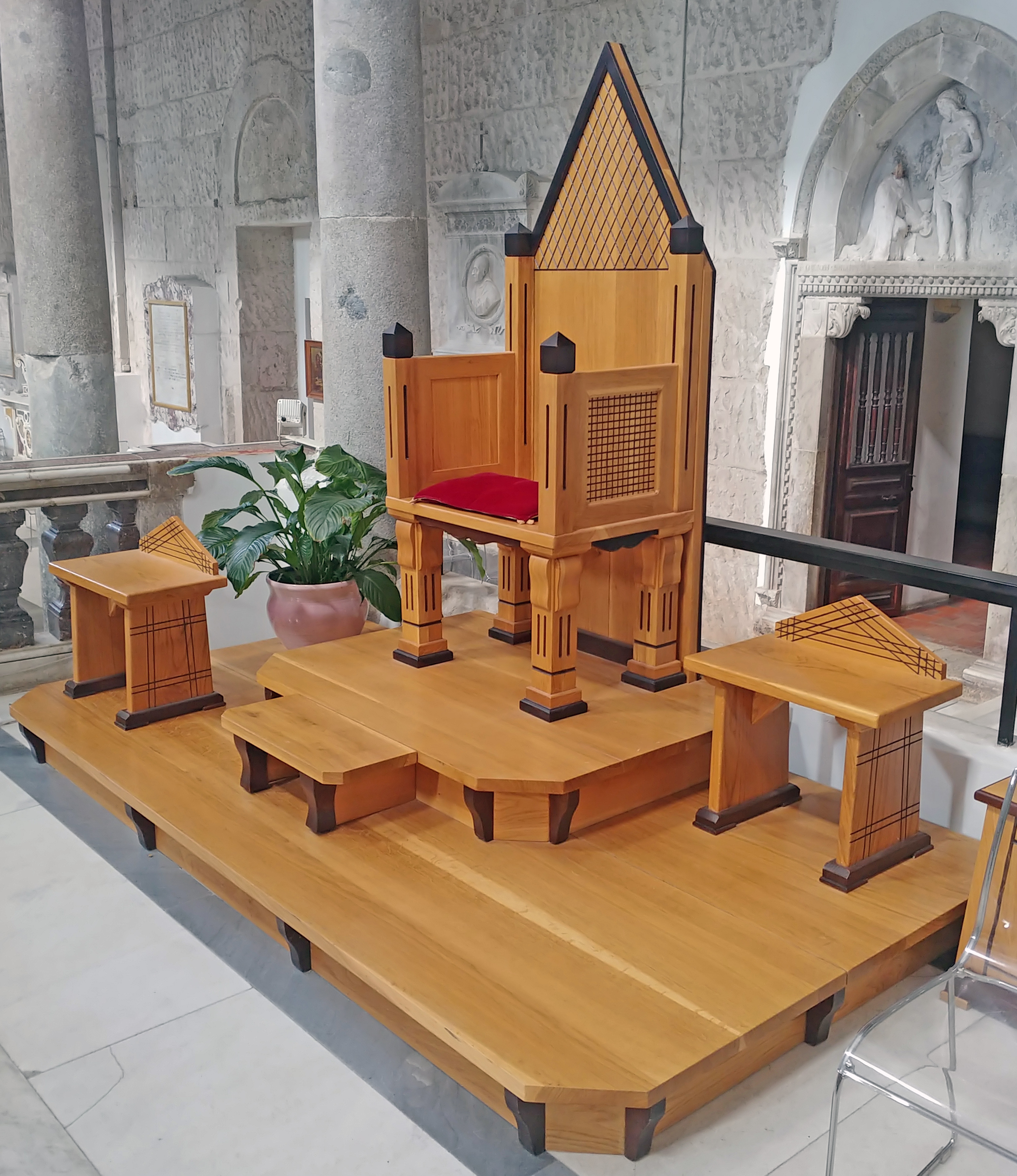
La cathèdre épiscopale.
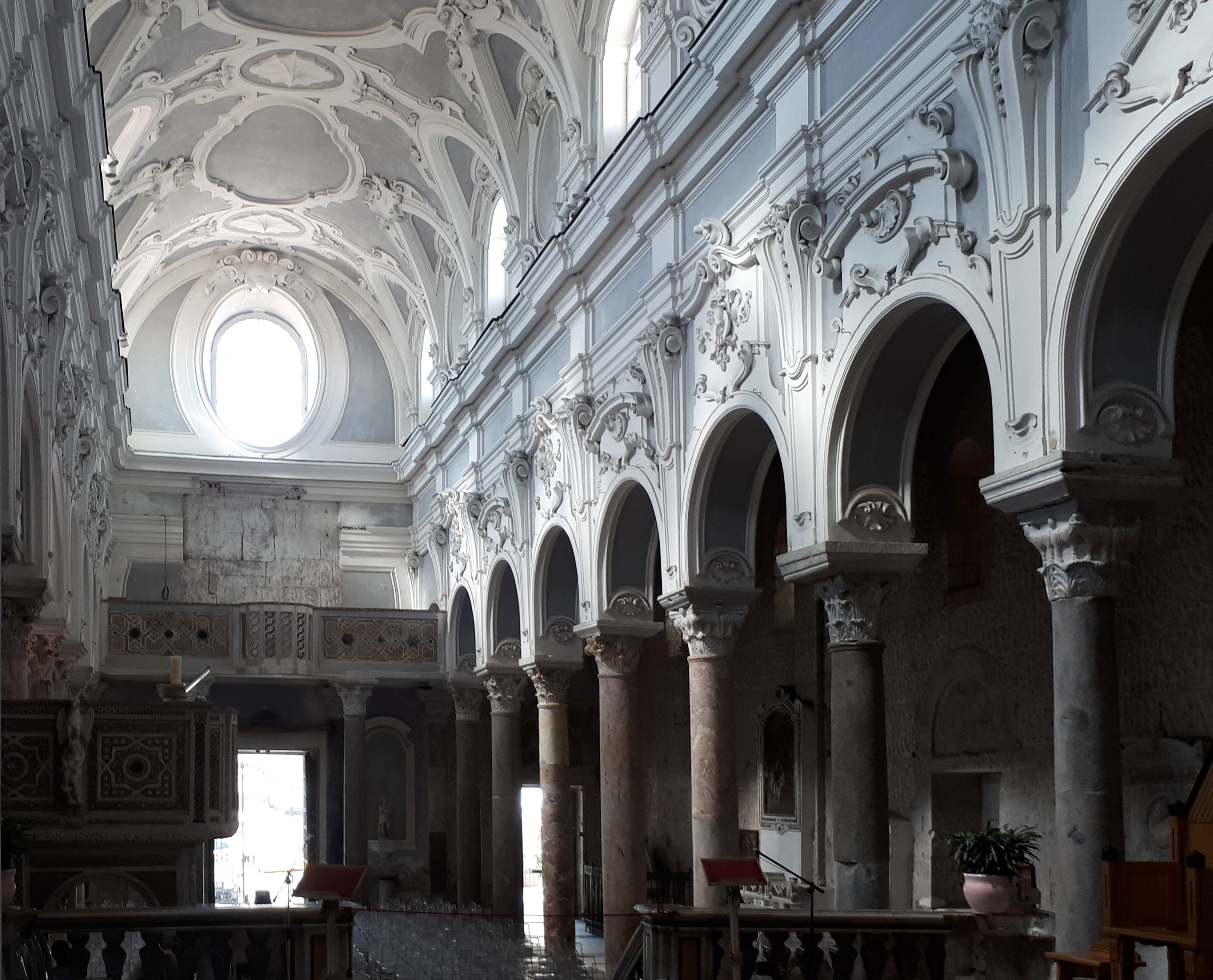
La contre-façade.
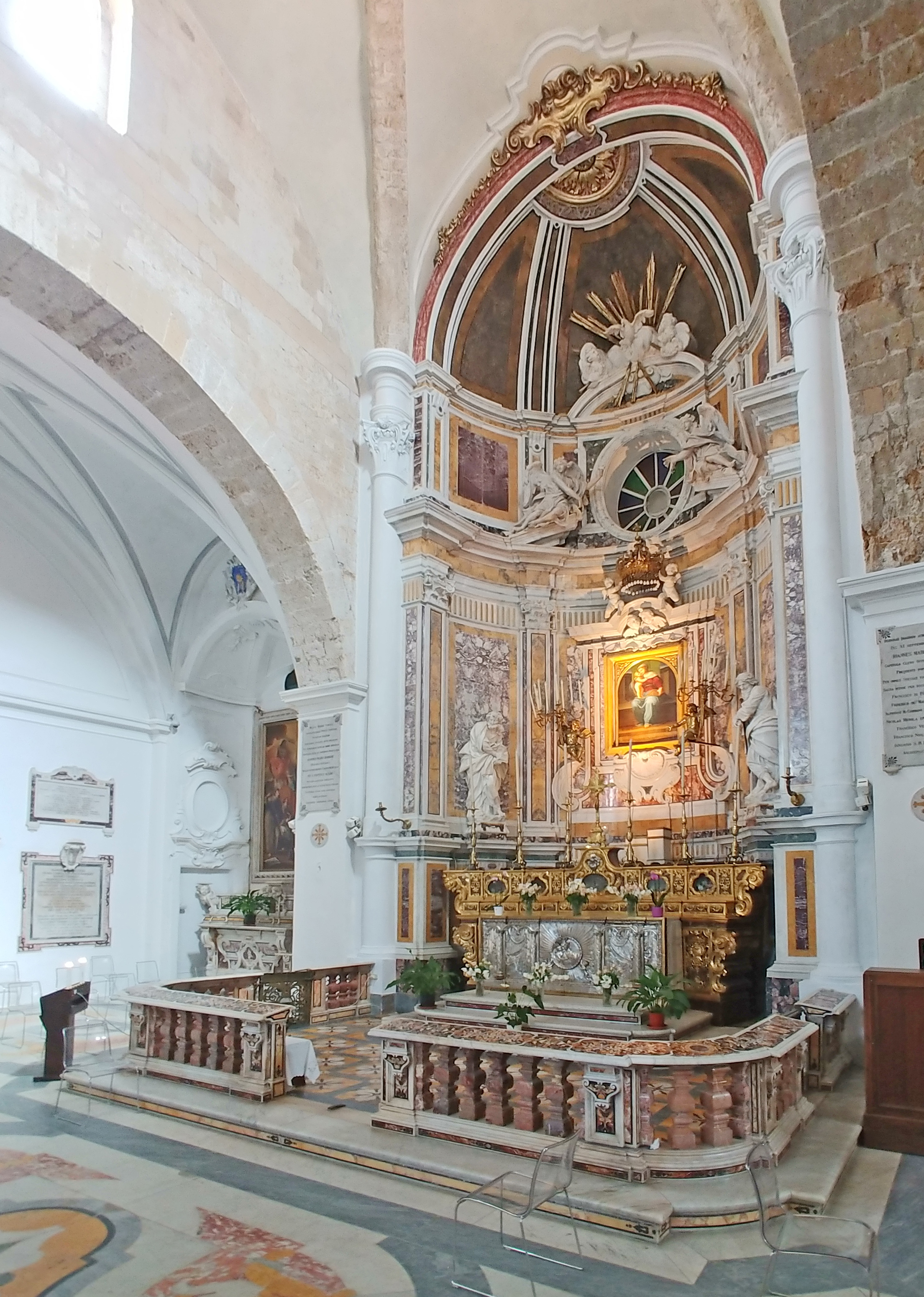
L'abside centrale.
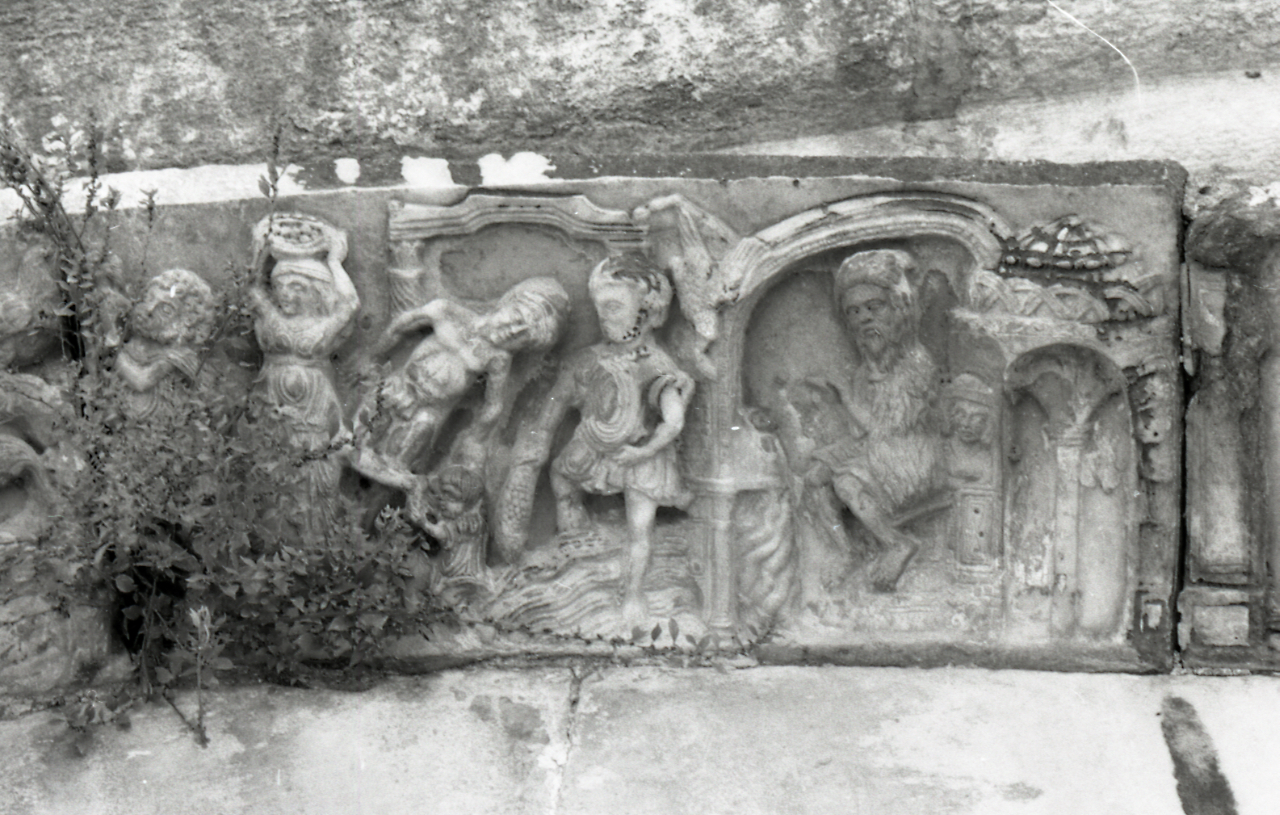
Détail du mur d'intérieur.
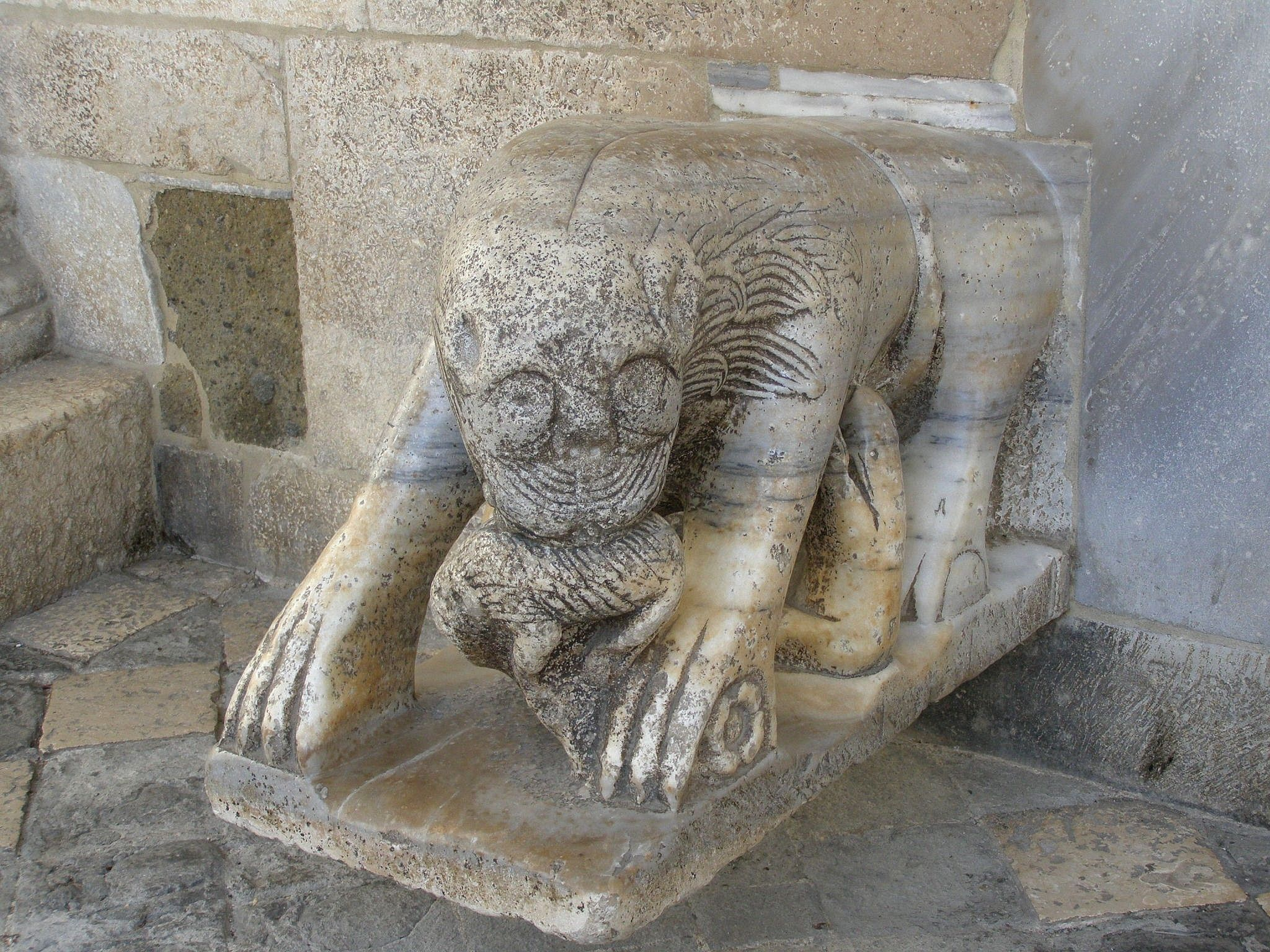
Statue de lion à l'entrée.
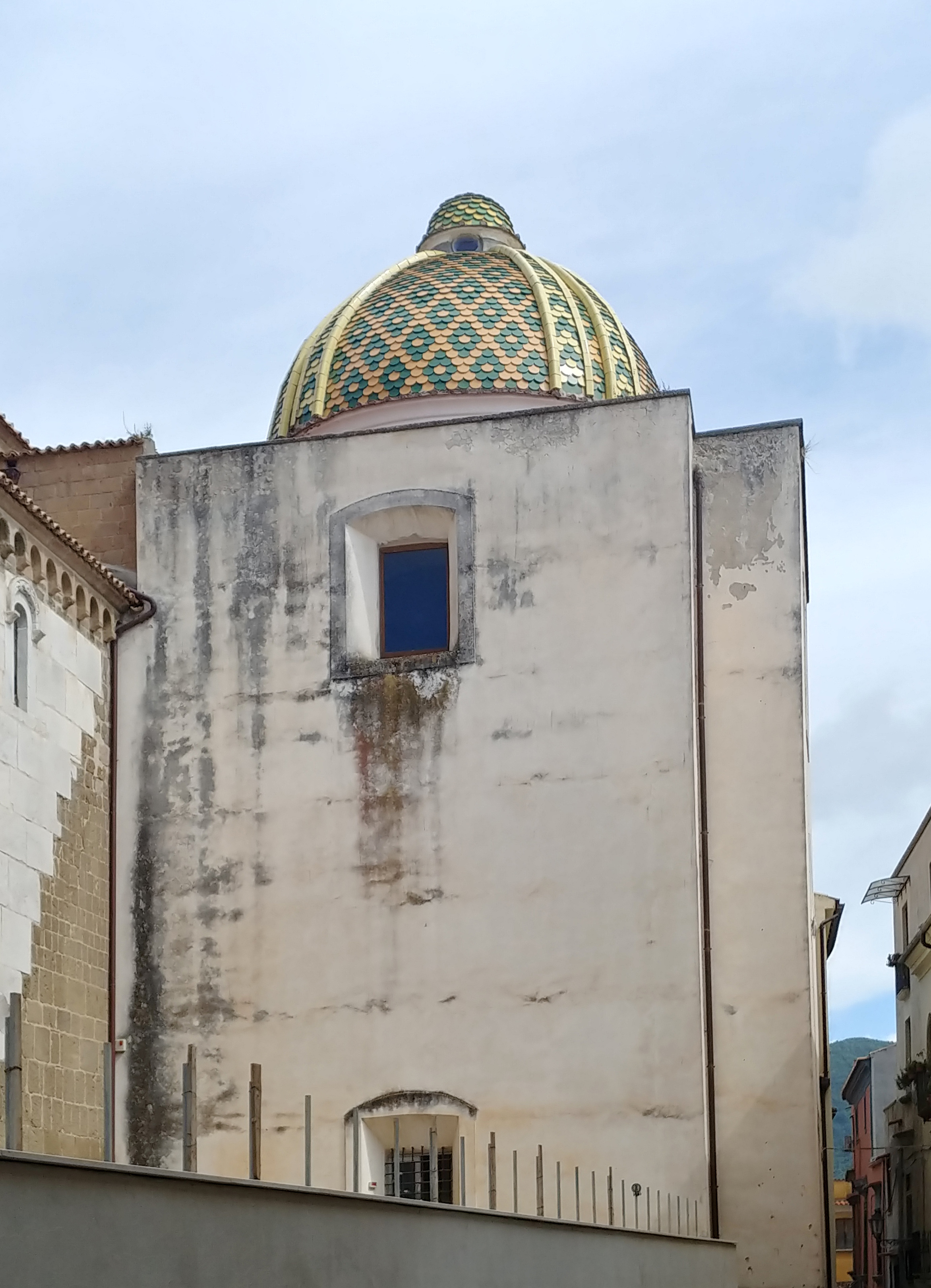
Le dôme.

## Histoire

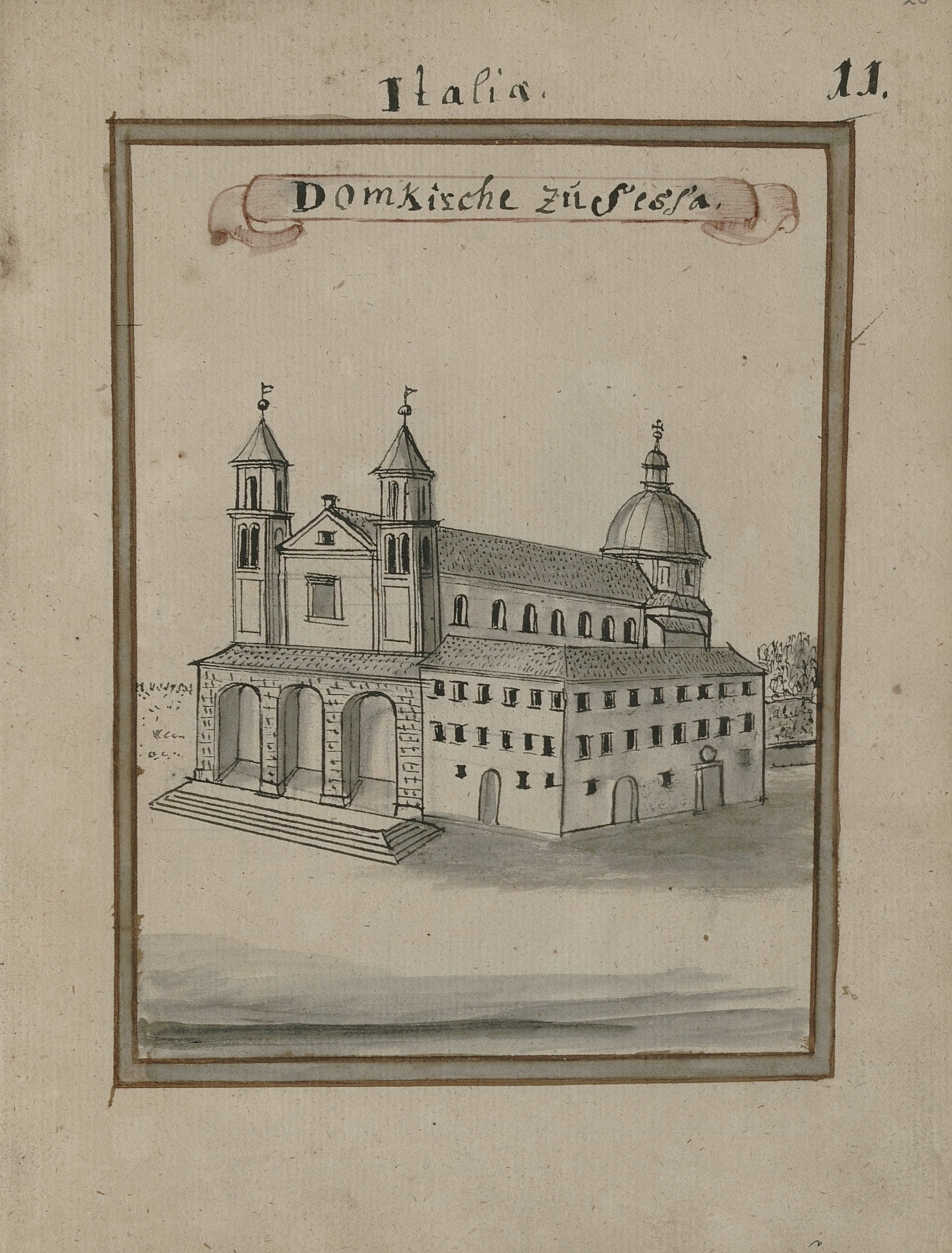
La cathédrale en 1770 dans une œuvre de Friedrich Bernhard Werner

## Architecture

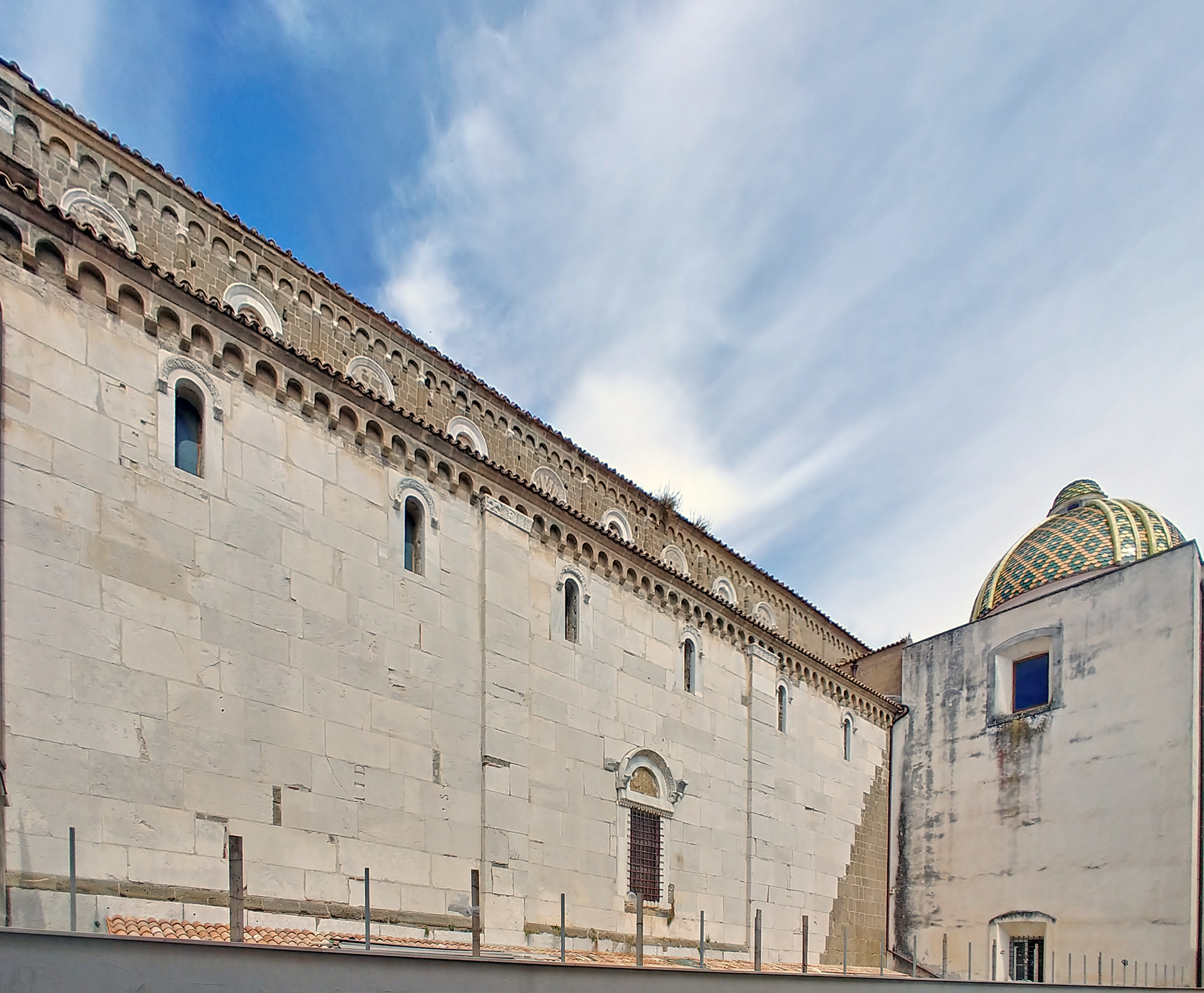
Le flanc droit

### Article lié
- Liste des cathédrales d'Italie